# 젯스타 재팬
젯스타 재팬(일본어: ジェットスター・ジャパン, 영어: Jetstar Japan)은 일본의 저비용 항공사로 허브 공항으로는 나고야 주부 국제공항, 오사카 간사이 국제공항, 도쿄 나리타 국제공항이 있으며 본사는 도쿄 나리타 국제공항에 위치해 있다.

## 운항 노선

### 국내선
일본
- 홋카이도 아사히카와 공항
- 후쿠오카 공항
- 가고시마 공항
- 구마모토 공항
- 마쓰야마 공항
- 미야자키 공항
- 나가사키 공항
- 나고야 주부 국제공항 (허브)
- 오키나와 나하 공항
- 고치 공항
- 오사카 간사이 국제공항 (허브)
- 오이타 공항
- 삿포로 신치토세 공항
- 시모지시마 공항
- 쇼나이 공항
- 다카마쓰 공항
- 도쿄 나리타 국제공항 (허브)

### 국제선
대만
- 타이베이 타오위안 국제공항

 필리핀
- 마닐라 니노이 아키노 국제공항

 중국
- 상하이 푸둥 국제공항

### 코드셰어 협정
- 젯스타 재팬은 다음과 같은 항공사들과 코드셰어 협정을 맺고 있다.
- 아메리칸 항공 (원월드)
- 일본항공 (원월드)
- 콴타스 항공 (원월드)

## 보유 기종
- 2021년 7월 기준으로 젯스타 재팬은 다음과 같이 보유하고 있다.

## 같이 보기
- 젯스타 항공 - 모회사